# Franciszek Karbownik
Franciszek Aleksander Karbownik (ur. 4 października 1922 w Żarnowie w Kieleckiem, zm. 23 kwietnia 2005 w Londynie) – polski emigracyjny historyk wojskowości.

## Życiorys
Studia historyczne ukończył na Polskim Uniwersytecie na Obczyźnie (mgr 1982 - Samoloty myśliwskie w lotnictwie polskim do wybuchu wojny we wrześniu 1939 roku). Doktorat tamże obronił w 1989 (Pamiętnikarze emigracyjni o II wojnie światowej) pod kierunkiem Benedykta Dytrycha. Habilitacja w 1996 (Opracowania historyczno-wojskowe) na Polskim Uniwersytecie na Obczyźnie, w latach 2004-2005 był Dziekanem Wydziału Humanistycznego Polskiego Uniwersytetu na Obczyźnie.

## Wybrane publikacje
- Sosny, palmy i cyprysy, Warszawa: Bronisław Paczyński 2007.